# Musée national des Travaux publics
Musée national des Travaux publics (Národní muzeum veřejných prací) je bývalé muzeum v Paříži. Nacházelo se v 16. obvodu na Avenue d'Iéna v Palais d'Iéna. Prezentovalo ukázky staveb postavených v rámci veřejných prací organizovaných státem pro snížení nezaměstnanosti.

## Historie
Muzeum bylo otevřeno pro veřejnost 4. března 1939 a představovalo stavby vytvořené v rámci veřejných prací. Muzeum bylo umístěno v Palais d'Iéna, který postavil architekt Auguste Perret (1874-1954). Budova je od roku 1993 chráněná jako historická památka.
V září 1955 bylo muzeum pro nezájem uzavřeno (15 000–30 000 návštěvníků ročně). Od května 1959 v paláci sídlí Hospodářská a sociální rada (Conseil économique et social).

## Sbírky
V muzeu byly vystaveny modely významných staveb financovaných státem jako mosty, silnice, přehradní hráze a zdymadla, přístavy, rafinerie, doly a lomy nebo zaoceánská loď Paris.
Po zrušení muzea převzala dvě třetiny sbírky společnost Voies navigables de France (Francouzské splavné komunikace) ministerstva výstroje. Třetina modelů se vrátila bývalým majitelům (RATP, SNCF, École nationale des ponts et chaussées).